# Bodyshaping
Als Bodyshaping (engl. ‚Körpermodellierung‘) bezeichnet man eine Technik, die den Körper nach einem vorgegebenen Schönheitsideal mit Hilfe von Leibesübungen modelliert.
Während das zumeist von Männern betriebene Bodybuilding auf männliche Attribute wie eine große Muskelmasse abzielt, wird das Bodyshaping vorwiegend von Frauen betrieben. Durch gezielte Übungen soll die Muskelmasse so aufgebaut und geformt werden, dass der Körper eine attraktive weibliche Form z. B. einen runden Po bekommt. Hierbei wird zunächst die ausgehende Körpergestalt analysiert. Man bestimmt, an welchen Stellen Muskelmasse aufzubauen ist. Es folgt eine anatomische Bestimmung, welche konkreten Muskeln gekräftigt werden müssen. Zuletzt werden die hierfür notwendigen Fitnessgeräte und deren Einstellungen bestimmt. In der Regel wird hier entgegen dem Bodybuilding nicht die Maximalkraft trainiert, da diese eher auf eine männlich starke Definition der Muskeln hinausläuft. Die Übungen werden eingestellt, sobald der zu modellierende Körperteil die gewünschte Form erreicht hat.
Wird der Körper durch Kleidung modelliert, nennt man dies Shapewear.

## Methoden für Bodyshaping
- Krafttraining: Muskelmasse aufbauen, den Körper straffen und die Stoffwechselrate erhöhen.
- Ausdauertraining: Nahrungsenergie verbrauchen, Körperfett abbauen und die Herz-Kreislauf-Gesundheit verbessern.
- HIIT (High-Intensity Intervall Training): Effektiv, um den Stoffwechsel zu steigern und so Körperfett abzubauen.
- Yoga und Pilates: Flexibilität, Körperkontrolle und Muskelausdauer verbessern, Entspannung und Stressbewältigung.
- Bodyweight-Übungen: Einfache und effektive Übungen mit dem eigenen Körpergewicht.
- EMS- & MMS Training (Elektromyostimulation und elektromagnetische Muskelstimulation): Muskeln durch elektrische Impulse stimulieren und stärken.[1]
- Ernährung: Ausgewogene Ernährung, Zufuhr von Nahrungsenergie im Auge behalten, ausreichend Proteine und gesunde Fette.
- Personal Training: Maßgeschneidertes Trainingsprogramm und Technikverbesserung.
- Fettreduzierende Verfahren: Nicht-invasive Verfahren wie Kryolipolyse oder Ultraschalltherapie zur gezielten Fettreduktion.
- Geduld und Konsistenz: Regelmäßiges Training und gesunder Lebensstil für langfristige Ergebnisse.